# Mark Dalton
Jeremy James Sons, znany jako Mark Dalton (ur. 6 marca 1980 w Denton, w stanie Teksas) – amerykański aktor pornograficzny i fotomodel.

## Kariera
Był zapalonym kulturystą, mistrzem w skoku o tyczce na University of North Texas, a także piłkarzem w małej szkole chrześcijańskiej.
Karierę rozpoczął jako tancerz w wielu klubach w Miami na Florydzie. Brał udział w sesji zdjęciowej dla takich magazynów jak „Men” (lipiec 2002, grudzień 2002, styczeń 2005), „Men’s Workout” (czerwiec 2004), „Unzipped” (lipiec 2006), „Mandate” (grudzień 2004, sierpień 2005), „All Man” (marzec 2003, wrzesień 2004), „Torso” (kwiecień 2002, maj 2002, sierpień 2003, wrzesień 2004, październik 2005), „Blueboy” (październik 2005), „Dude” (grudzień 2002), „Jock” (czerwiec 2002, marzec 2003), „HX” czy „Instinct”. Pojawiał się także w erotycznych lub pornograficznych magazynach, przeznaczonych dla czytelniczek heteroseksualnych. Jego zdjęcie znalazło się na ostatniej stronie magazynu „Playgirl”. Trafił na pięćdziesiątą pozycję w kategorii „Sexiest Man Alive 2002” pośród 100 mężczyzn w plebiscycie w 2002.
W 2003 był nominowany do Grabby Award, nagrody przemysłu pornograficznego, w kategorii najlepsza wschodząca gwiazda. Współpracował z Zebem Atlasem. Jego ostatnim filmem był Mark Meets Zeb: The Texas Two-Step (2007).
10 kwietnia 2010 w Mesquite w Teksasie wziął udział w swoim pierwszym konkursie kulturystycznym Ronnie Coleman Classic (nazwa pochodzi od honorowego mistrza Mr. Olympia) i zdobył trzecie miejsce w kategorii waga ciężka. W sierpniu 2010 wystąpił w Europa Super Show w Dallas. W 2011 zajął drugie miejsce w konkursie kulturystycznym Ronnie Coleman Classic w wadze ciężkiej.
W lipcu 2015 zajął drugie miejsce w plebiscycie hiszpańskiego portalu 20Minutos „Najlepszy gejowski aktor porno”.

## Życie prywatne
20 lutego 2001 został zatrzymany za posiadanie narkotyków GHB, a 14 sierpnia 2002 został skazany. W 2004, jego przyjaciółka Marcy Lopez zeznała, że ją zaatakował; był pod nadzorem kuratora i sędzia skazał go na pięć lat więzienia. Po odbyciu kary trzynastu miesięcy, został warunkowo zwolniony w listopadzie 2005.
3 grudnia 2017 ożenił się z Katelyn, z którą ma córkę.

## Wybrana filmografia
| Rok  | Film                               | Dystrybutor           |
| ---- | ---------------------------------- | --------------------- |
| 2002 | The Model                          | MuscleGods            |
| 2002 | The Naughty Texan                  | Dynamite Studios      |
| 2002 | Super Soaked                       | Jocks Studio          |
| 2002 | Body Storm                         | Vista Video           |
| 2002 | Idols                              | Vista Video           |
| 2002 | Ranch Hand Muscle                  | Pacific Sun           |
| 2003 | Mark Dalton and Friends            | Pacific Sun           |
| 2003 | Prick Tease                        | Pacific Sun           |
| 2007 | Mark Meets Zeb: The Texas Two Step | Zeb Atlas Productions |
| 2010 | Getting Levi's Johnston            | Jet Set Productions   |

## Nagrody i nominacje
| Rok  | Nagroda                | Kategoria             | Film                                             | Rezultat  |
| ---- | ---------------------- | --------------------- | ------------------------------------------------ | --------- |
| 2002 | Nagroda magazynu „Men” | Człowiek roku         | -                                                | Wygrana   |
| 2002 | Grabby Award           | Najlepszy występ solo | Prick Tease (2002), reż. Michael Zen             | Nominacja |
| 2003 | GayVN Award            | Najlepszy występ solo | Prick Tease (2002), reż. Michael Zen             | Nominacja |
| 2003 | Grabby Award           | Najlepszy nowicjusz   | -                                                | Nominacja |
| 2011 | Grabby Award           | Najlepszy występ solo | Getting Levi's Johnson (2010), reż. Chris Steele | Nominacja |